# Paul E. Burns
Pour les articles homonymes, voir Burns.
Paul Edward Burns, né le 26 janvier 1881 à Philadelphie (Pennsylvanie) et mort le 17 mai 1967 à Los Angeles (quartier de Van Nuys, Californie), est un acteur américain, connu comme Paul E. Burns (parfois crédité Paul Burns).

## Biographie
Paul E. Burns débute au théâtre et joue notamment à Broadway (New York), depuis la revue The Cohan Revue of 1918 de George M. Cohan (1917-1918, avec Charles Winninger) jusqu'à la pièce A Slight Case of Murder de Damon Runyon et Howard Lindsay (1935, avec José Ferrer et Joseph Sweeney). Entretemps, mentionnons la comédie musicale Letty Pepper sur une musique de Werner Janssen (1922, avec Charlotte Greenwood).
Au cinéma, il tient des seconds rôles de caractère (parfois non crédités) dans deux-cent-neuf films américains (dont de nombreux westerns), depuis Sous le ciel des tropiques d'Henry King (1930, avec Lupe Vélez et Jean Hersholt) jusqu'à Pieds nus dans le parc de Gene Saks (avec Robert Redford et Jane Fonda). Cet ultime film sort le 25 mai 1967, huit jours après sa mort, à 86 ans.
Dans l'intervalle, citons Le Brigand bien-aimé d'Henry King et Irving Cummings (1939, avec Tyrone Power et Henry Fonda), L'Étang tragique de Jean Renoir (1941, avec Walter Brennan et Walter Huston), Les Conquérants d'un nouveau monde de Cecil B. DeMille (1947, avec Gary Cooper et Paulette Goddard), Le Salaire de la haine de Paul Wendkos (1959, avec Fred MacMurray et Dorothy Green), ou encore Milliardaire pour un jour de Frank Capra (1961, avec Bette Davis et Glenn Ford).
À la télévision américaine enfin, excepté un téléfilm diffusé en 1959, Paul E. Burns contribue à quarante-neuf séries (souvent de western) à partir de 1952, dont Lassie (deux épisodes, 1955-1959), Alfred Hitchcock présente (trois épisodes, 1956-1960), Laramie (deux épisodes, 1959-1962) et La Grande Caravane (sa dernière série, un épisode, 1964).

## Théâtre à Broadway (intégrale)

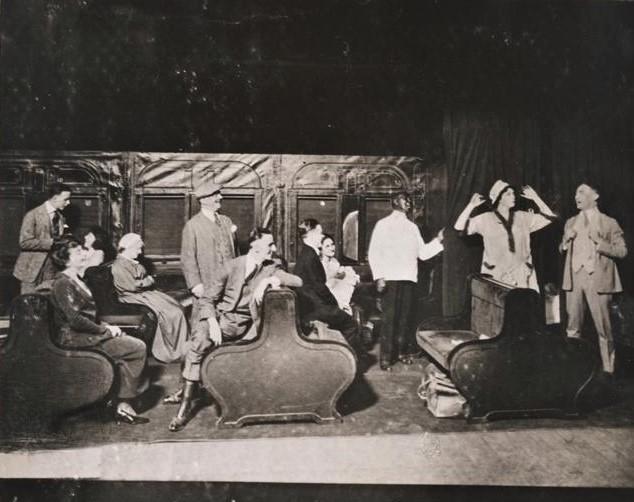
A Little Journey (Broadway, 1918), avec Paul E. Burns debout, en casquette

- 1917-1918 : The Cohan Revue of 1918, revue, musique et lyrics de George M. Cohan et Irving Berlin, livret et mise en scène de George M. Cohan : Perlmutter / Flynn
- 1918-1919 : Ladies First, comédie musicale, musique de A. Baldwin Sloane, lyrics et livret d'Harry B. Smith : Lefty McGuirk
- 1918-1919 : A Little Journey, pièce de Rachel Crothers : Leo Stein
- 1922 : Letty Pepper, comédie musicale, musique de Werner Janssen, lyrics de Leo Wood et Irving Bibo, livret d'Oliver Morosco et George V. Hobart : Abe Greenbaum
- 1923 : Go-Go, comédie musicale, musique de C. Luckyest Roberts, lyrics d'Alexander Rogers, livret d'Harry L. Roth et George E. Stoddard : Otis Hubbard
- 1934-1935 : Music Hath Charms, comédie musicale, musique de Rudolf Friml, lyrics et livret de Rowland Leigh, George Rosener et John Shubert : Sénateur Burranto
- 1935 : A Slight Case of Murder, pièce de (et mise en scène par) Damon Runyon et Howard Lindsay[1] : Pete Ryan

## Filmographie partielle

### Cinéma

#### Années 1930
- 1930 : Sous le ciel des tropiques (Hell Harbor) d'Henry King : Blinky
- 1939 : Vers sa destinée (Young Mr. Lincoln) de John Ford : le flemmard
- 1939 : Le Brigand bien-aimé (Jesse James) d'Henry King et Irving Cummings : Hank
- 1939 : Rose de Broadway (Rose of Washington Square) de Gregory Ratoff : le deuxième simplet
- 1939 : Nick joue et gagne (Another Thin Man) de W. S. Van Dyke : le contrôleur de tickets
- 1939 : Le Retour de Cisco Kid (The Return of the Cisco Kid) de Herbert I. Leeds
- 1939 : Undercover Doctor de Louis King
- 1939 :  Career de Leigh Jason
- 1939 : Stop Look and Love de Otto Brower
- 1939 : The Housekeeper's Daughter de Hal Roach
- 1939 : Heaven with a Barbed Wire Fence de Ricardo Cortez
- 1939 : Too Busy to Work de Otto Brower
- 1939 : The Cisco Kid and the Lady de Herbert I. Leeds

#### Années 1940

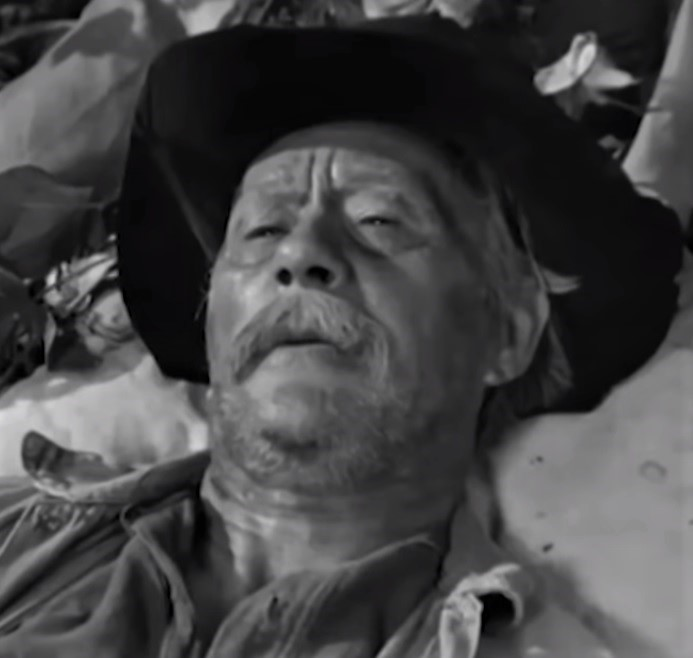
Dans L'Homme du Sud (1945)

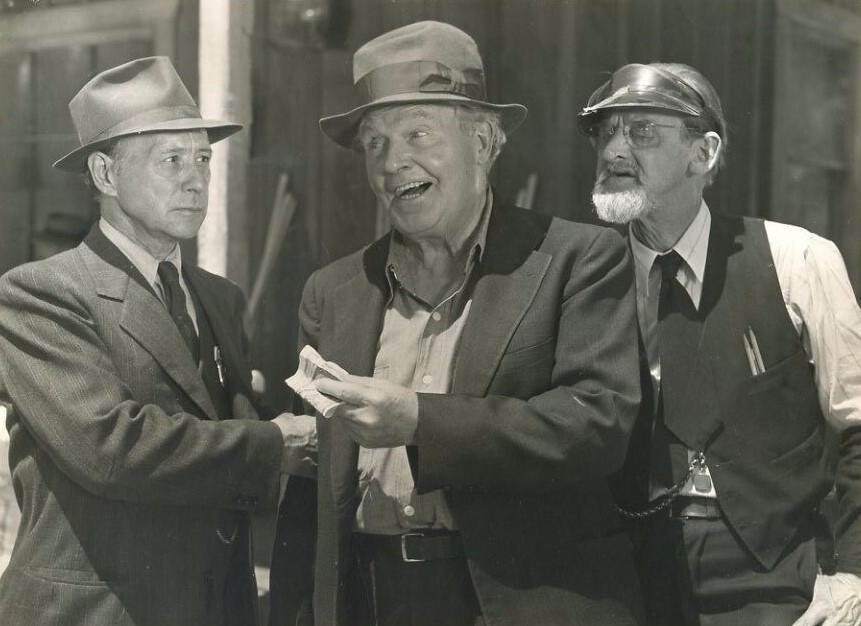
Paul E. Burns, William Farnum et Si Jenks (de g. à d.), dans My Dog Shep (1946)

- 1940 : Broadway qui danse (Broadway Melody of 1940) de Norman Taurog : un serveur
- 1940 : Michael Shayne, Private Detective d'Eugene Forde : un employé de la compagnie Mover
- 1940 : Lillian Russell d'Irving Cummings : un soldat
- 1940 : La Roulotte rouge (Chad Hanna) d'Henry King : Budlong
- 1940 : Seventeen de Louis King : McGrill
- 1940 : Little Orvie de Ray McCarey
- 1940 : The Way of All Flesh de Louis King
- 1940 : New Moon de Robert Z. Leonard
- 1940 : Brigham Young de Henry Hathaway
- 1940 : Young People de Allan Dwan
- 1940 : Chante mon amour de W.S. Van Dyke
- 1940 : Youth Will Be Served (en) de Otto Brower
- 1941 : L'Étang tragique (Swamp Water) de Jean Renoir : Tulle McKenzie
- 1941 : La Reine des rebelles (Belle Starr) d'Irving Cummings : un sergent
- 1941 : Les Pionniers de la Western Union (Western Union) de Fritz Lang : le responsable d'une station de diligence
- 1942 : Cinquième Colonne (Saboteur) d'Alfred Hitchcock : le fermier
- 1942 : Le Mystère de Marie Roget (The Mystery of Marie Roget) de Phil Rosen : le jardinier
- 1942 : La Tombe de la Momie (The Mummy's Tomb) d'Harold Young : Jim
- 1942 : La Péniche de l'amour (Moontide) d'Archie Mayo : un commerçant
- 1942 : Danseuse de cabaret (Juke Girl) de Curtis Bernhardt : Ed
- 1943 : Young Ideas de Jules Dassin : le jardinier
- 1943 : L'Étrange Incident (The Ox-Bow Incident) de William A. Wellman : Winder
- 1944 : Les Fils du dragon (Dragon Seed) de Jack Conway : Shen
- 1944 : La Septième Croix (The Seventh Cross) de Fred Zinnemann : Pelzer
- 1945 : L'Homme du Sud (The Southerner) de Jean Renoir : Oncle Pete
- 1946 : Les Indomptés (Renegades) de George Sherman : Alkali Kid
- 1946 : My Dog Shep (en) de Ford Beebe : le shérif
- 1946 : Ses premières ailes (Gallant Journey) de William A. Wellman : Peaccock Fox
- 1947 : The Pilgrim Lady de Lesley Selander : Oscar
- 1947 : Les Conquérants d'un nouveau monde (Unconquered) de Cecil B. DeMille : Dan McCoy
- 1947 : Desperate d'Anthony Mann : Oncle Jan
- 1947 : Traquée (Framed) de Richard Wallace : Sandy
- 1948 : Lettre d'une inconnue (Letter from an Unknown Woman) de Max Ophüls : le concierge
- 1948 : Les Reines du music-hall (Ladies of the Chorus) de Phil Karlson : M. Craig
- 1948 : Le Balafré (Hollow Triump) de Steve Sekely : Harold, employé de la prison
- 1948 : La Rivière d'argent (Silver River) de Raoul Walsh : un conducteur de chariot
- 1949 : L'Indésirable Monsieur Donovan (Cover Up) d'Alfred E. Green : M. Abbey
- 1949 : L'Homme de main (Johnny Allegro) de Ted Tetzlaff : Gray
- 1949 : Le Démon de l'or (Lust for Gold) de S. Sylvan Simon : Bill Bates
- 1949 : Les Désemparés (The Reckless Moment) de Max Ophüls : un employé

#### Années 1950
- 1950 : Le Marchand de bonne humeur (The Good Humor Man) de Lloyd Bacon : M. Watkins
- 1950 : La Jolie Fermière (Summer Stock) de Charles Walters : Frank
- 1950 : La Flamme qui s'éteint (No Sad Songs for Me) de Rudolph Maté : le fleuriste
- 1950 : J'ai trois amours (Please Believe Me) de Norman Taurog : Bill Hawkins
- 1950 : Montana de Ray Enright : Tecumseh Burke
- 1950 : En plein cirage (The Fuller Brush Girl) de Lloyd Bacon : Pop
- 1950 : La Femme sans loi (Frenchie) de Louis King : Rednose
- 1950 : La Femme aux chimères (Young Man with a Horn) de Michael Curtiz : le premier prêteur sur gages
- 1951 : La Bagarre de Santa Fe (Santa Fe) d'Irving Pichel : Oncle Dick Wootton
- 1951 : Storm Warning de Stuart Heisler : Frank Hauser
- 1951 : La Vallée de la vengeance (Vengeance Valley) de Richard Thorpe : Dr Irwin
- 1951 : La Ville d'argent (Silver City) de Byron Haskin : Ed Paxton
- 1952 : Le Fils de visage pâle (Son of Paleface) de Frank Tashlin : Ebenezer Hawkins
- 1952 : Sous le plus grand chapiteau du monde (The Greatest Show on Earth) de Cecil B. DeMille : un spectateur
- 1953 : Les étoiles chantent (The Stars Are Singing) de Norman Taurog : Henryk
- 1953 : Filles dans la nuit (Girls in the Night) de Jack Arnold : Fred Minosa
- 1954 : Trois Heures pour tuer (Three Hours to Kill) d'Alfred L. Werker : Albert
- 1954 : Bronco Apache (Apache) de Robert Aldrich : un commerçant
- 1955 : La Maison des otages (The Desperate Hours) de William Wyler : un serveur chez Al
- 1956 : Le Cavalier du crépuscule (Love Me Tender) de Robert D. Webb : Jethro
- 1956 : Le Shérif (The Proud Ones) de Robert D. Webb : Billy Smith
- 1956 : Glory de David Butler
- 1958 : Le Ballet du désir (Screaming Mimi) de Gerd Oswald : McGuffin
- 1959 : Le Salaire de la haine (Face of a Fugitive) de Paul Wendkos : Jake

#### Années 1960
- 1960 : Tonnerre sur Timberland (Guns of the Timberland) de Robert D. Webb : Bill Burroughs
- 1960 : Spartacus de Stanley Kubrick : Fimbria
- 1961 : Milliardaire pour un jour (Pocketfull of Miracles) de Frank Capra : Mallethead
- 1964 : La diligence partira à l'aube (Stage to Thunder Rock) de William F. Claxton : Joe Withers
- 1967 : Pieds nus dans le parc (Barefoot in the Park) de Gene Saks : le vieux clochard dans le parc

### Télévision
(séries)

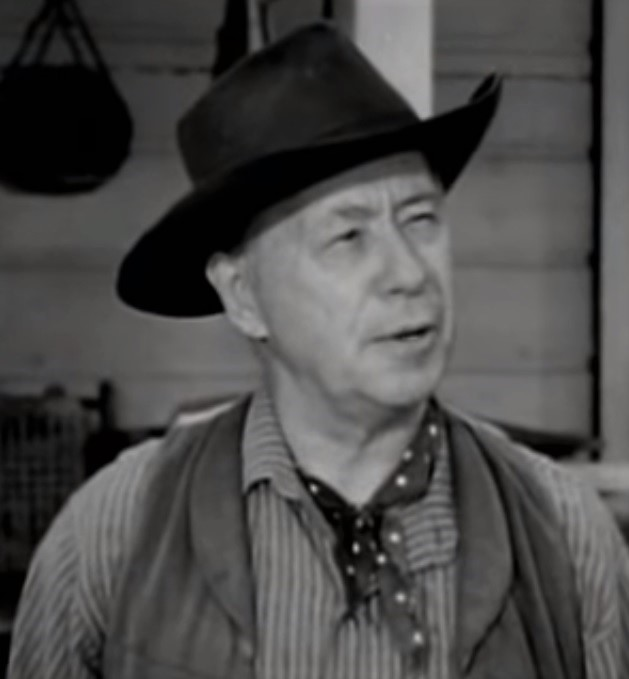
Dans la série Histoires du siècle dernier, épisode Nate Champion (1955)

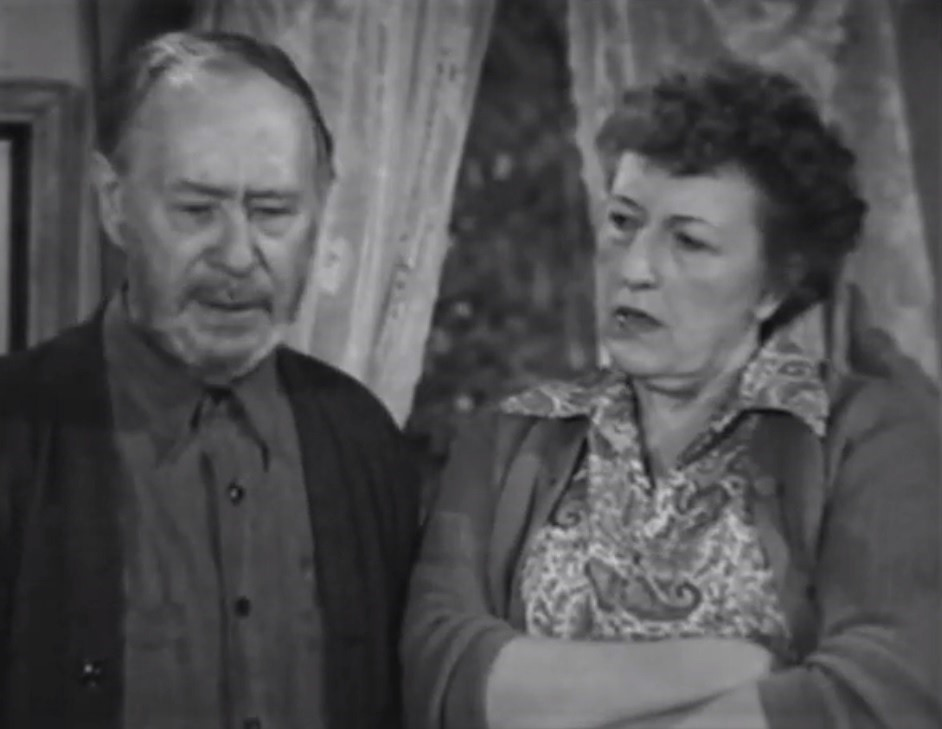
Avec Anne O'Neal, dans la série Medic, épisode Awake to Spring (1956)

- 1953-1954 : Les Aventures de Superman (Adventures of Superman)
  - Saison 1, épisode 20 The Riddle of the Chinese Jade (1953) de Thomas Carr : Lu Song
  - Saison 2, épisode 24 Star of Fate (1954) de Thomas Carr : M. Whitlock
- 1955 : Histoires du siècle dernier (Stories of the Century), saison 2, épisode 7 Nate Champion de Franklin Adreon : le propriétaire du ranch assassiné
- 1955-1959 : Lassie
  - Saison 1, épisode 17 Runaways (1955) de Sidney Salkow : le vieux Jason
  - Saison 5, épisode 20 The Tree (1959) : M. Hanby
- 1956 : Cheyenne, saison 1, épisode 8 The Storm Riders de Richard L. Bare : Marty
- 1956 : Medic (en), saison 2, épisode 21 Awake to Spring de John Brahm : Albert Ainsworth
- 1956 : La Flèche brisée (Broken Arrow), saison 1, épisode 9 Return from the Shadows : l'employé d'hôtel
- 1956-1960 : Alfred Hitchccock présente (Alfred Hitchcock Presents)
  - Saison 1, épisode 36 Mink (1956) de Robert Stevenson : l'employé du magasin de fourrures
  - Saison 5, épisode 8 The Blessington Method (1959 : le vieux pêcheur) d'Herschel Daugherty et épisode 21 Hitch Hike (1960 : le propriétaire) de Paul Henreid
- 1957 : Monsieur et Madame détective (The Thin Man), saison 1, épisode 7 Acrostic Murders d'Oscar Rudolph : M. Pincus
- 1957-1958 : Schlitz Playhouse of Stars
  - Saison 6, épisode 34 Switch Station (1957) de John Brahm : le vieux Pete
  - Saison 7, épisode 27 I Shot a Prowler (1958) d'Arthur Hiller
- 1957-1958 : Badge 714 (Dragnet), saison 7, épisode 4 The Big Yak (1957) et épisode 34The Big Cracker Box (1958) de Jack Webb
- 1958 : Perry Mason, saison 1, épisode 26 The Case of the Half-Wakened Wife : Richy
- 1959 : La Quatrième Dimension (The Twilight Zone), saison 1, épisode 6 Immortel, moi, jamais ! (Escape Clause) de Mitchell Leisen : un gardien
- 1959-1962 : Laramie
  - Saison 1, épisode 11 Dark Verdict (1959) d'Herschel Daugherty : le vieux prospecteur
  - Saison 3, épisode 25 The Replacement (1962) de Lesley Selander : le télégraphiste
- 1962-1964 : Le Monde merveilleux de Disney (The Wonderful World of Disney ou Disneyland)
  - Saison 9, épisodes 9 et 10 The Mooncussers (1962, 1re partie Graveyard of Ships et 2e partie Wake of Disasters) de James Neilson : Moïse
  - Saison 10, épisodes 15 et 16 Bristle Face (1964, 1re et 2e parties) de Bob Sweeney : l'huissier
- 1964 : La Grande Caravane (Wagon Train), saison 7, épisode 20 The Grover Allen Story de Joseph Pevney : Fred Elkins

## Note et référence
1. ↑  Cette pièce est adaptée au cinéma en 1938 sous le même titre original (titre français : Un meurtre sans importance).